# مقاطعة كيووا (كولورادو)
مقاطعة كيووا (بالإنجليزية: Kiowa County)‏ هي إحدى مقاطعات ولاية كولورادو في الولايات المتحدة الأمريكية.